# Marulići
Marulići (lat. Maruli, de Marulis tal. Maroli), splitska patricijska obitelj koja se spominje u povijesnim izvorima još od 12. stoljeća. Živjeli su u gradskoj četvrti sv. Petra (sv. Martina) u sjevernom dijelu Dioklecijanove palače. Najistaknutiji odvjetak obitelji je hrvatski književnik i humanist Marko Marulić (1450. – 1524.), otac hrvatske književnosti.

## Povijest
Jedan od prvih zabilježenih članova obitelji je svećenik Rade, sin Marulov, koji se javlja u dokumentima 1180. i 1184. godine. U razdoblju 13. i 14. stoljeća, članovi obitelji obnašaju gradske dužnosti sudaca, egzaminatora i vijećnika. Damjan Nikole Marulova (1284. – 1327.) obnaša čast egzaminatora 1284. i 1289., suca 1292., 1295, 1298, 1304., 1315. i 1321., zapisan je kao svjedok 1311., te kao vijećnik 1327. godine.
Franjo Damjanov je 1336. jedan od plemića koji je nadzirao kupovinu krupne stoke od stranaca, 1341. je egzaminator, 1341., 1344., 1353., 1358., 1359., 1361., 1362., 1363., 1367., 1368., 1369. je gradski sudac, a 1357. član je Malog vijeća. S njegovim sinom Nikolicom Franje Damjanova izumrla je ova grana obitelji Marulić, a lozu je nastavio Nikola Petra Nikole, koji je 1358. godine izabran zajedno s Jancijem Leonovim za poslanika hrvatsko-ugarskom kralju Ludoviku I. Anžuvincu (1342. – 1382.), a nešto kasnije zajedno sa Zaninom Ciprijanovim za poslanka hrvatskomu banu.
Nikola Petra Nikole je obnašao brojne gradske dužnosti. Imao je tri sina: Dujma Nikole, Marina Gavosolića i Petra Nikole. Pradjed Marka Marulića, Petar Nikolin bio je 1402. godine na čelu "unutrašnjih plemića", dok njegova sina Marka Petrova nalazimo među "vanjskima".
Prezime de Marulis spominje se prvi put 1462. godine kod Nikole de Marulisa i njegov žene Frančice, a potom i 1475. u spomenu Marina de Marulisa pok. ser Balcija. Kasnije, pod utjecajem talijanskog jezika mijenjaju prezime u Maroli.
Najznačajniji član obitelji bio je sin Nikole Pecenića de Marulisa, književnik Marko Marulić (1450. – 1524.). Obitelj je plemićki kontinuitet izgubila početkom 18. stoljeća kada je zabilježen Marko, sin Ivana i Jakice Orsillo koji nije imao plemićki status. Od njega i njegove žene Francheschine Mazzarelli potječu svi kasniji Marulići.
Članovi obitelji iselili su se iz Splita u 20. stoljeću i nije poznato postoji li još živih potomaka.